# 351
351 је била проста година.

## Догађаји

### Фебруар
- 28. септембар — Римски цар Констанције II је поразио западног узурпатора Магненција у бици код Мурсе.

### Март
- 15. март – Цар Констанције II уздиже свог 25-годишњег рођака Констанција Гала за Цезара у Сирмијуму (Панонија). Он договара брак са својом сестром Константином и ставља га на чело источног дела Римског царства.
- Констанције креће на запад са великом војском (око 60.000 људи) да би збацио Магнуса Магненција у Панонији.

### Мај
- 7. мај – Избија јеврејска побуна против Констанција Гала. Након његовог доласка у Антиохију, Јевреји почињу побуну у Палестини. Римски гарнизон у граду Диоцезареји је избрисан.

### Септембар
- 28. септембар – Битка код Мурсе: Констанције II побеђује узурпатора Магненција у долини реке Драве. Битка је једна од најкрвавијих у римској војној историји. Током борби Марцелин,  Магненцијев генерал је убијен; Сам Магненције је преживео.

### Децембар
- Википедија:Непознат датум — Фу Ђијен, кинески цар, ступио је на престо.
- Википедија:Непознат датум — Македоније по други пут проглашен за патријарха Константинопоља.
- Магненције бежи у Аквилеју у северној Италији и утврђује планинске превоје у Алпима.